# Jessica Depauli
Jessica Depauli (Kirchberg in Tirol, 4 settembre 1991) è un'ex sciatrice alpina austriaca, vincitrice della Coppa Europa nel 2011.

## Biografia

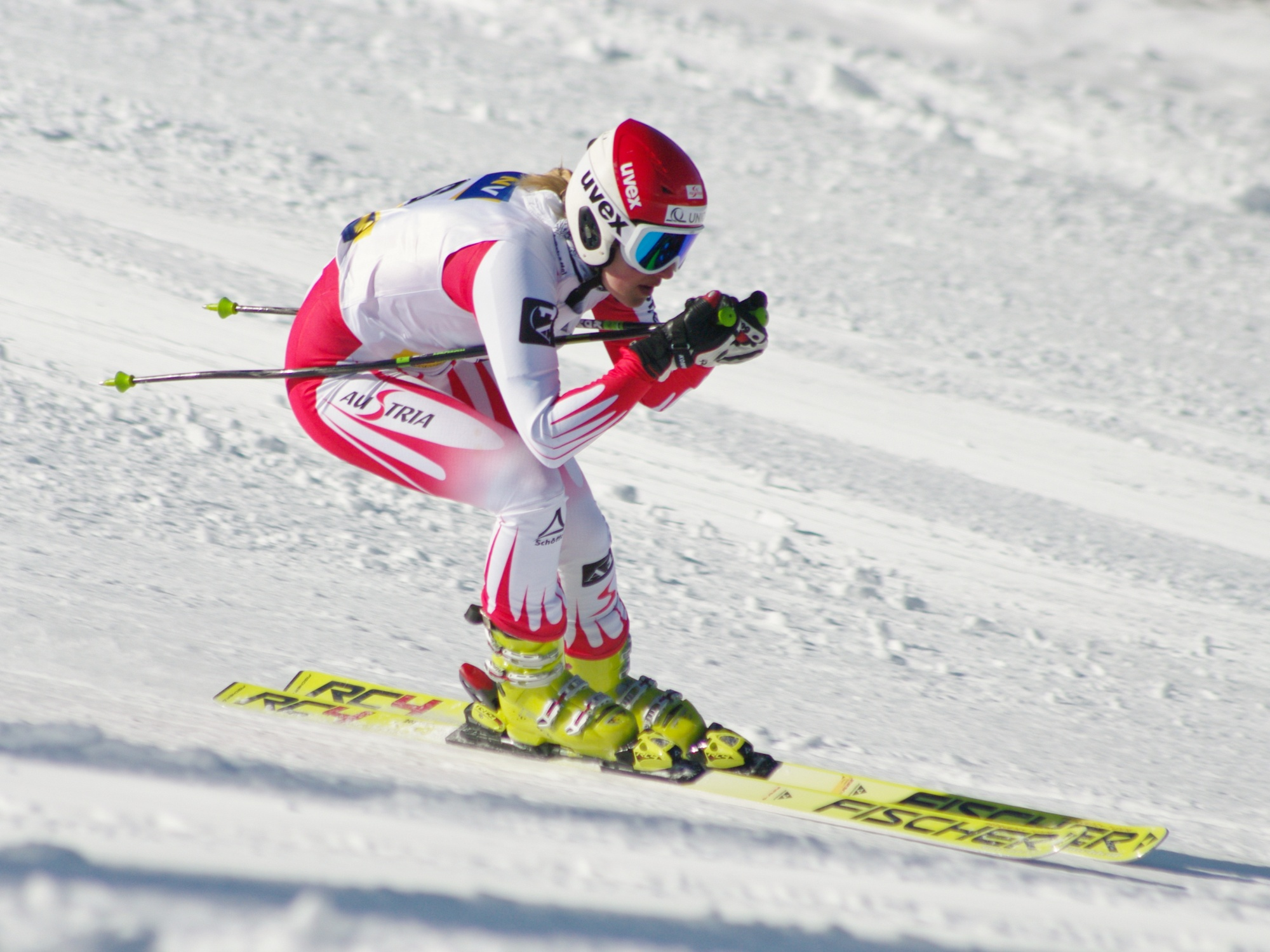
Jessica Depauli in gara a Lackenhof il 3 marzo 2010

Esordì nel Circo bianco l'11 dicembre 2006 partecipando a Pitztal a uno slalom gigante valido come gara FIS e giungendo 34ª. Debuttò in Coppa Europa il 24 febbraio 2009 ottenendo il 19º posto nella supercombinata disputata sulle di Tarvisio e nel febbraio del 2010 vinse la medaglia d'argento nella discesa libera e la medaglia di bronzo nella combinata ai Mondiali juniores del Monte Bianco.
Il 13 novembre 2010 disputò la sua prima gara di Coppa del Mondo, lo slalom speciale di Levi, senza però qualificarsi per la seconda manche, mentre il 4 dicembre seguente vinse poi la sua prima gara in Coppa Europa, la supercombinata di Lillehammer Kvitfjell. Nel 2011 partecipò ai Mondiali juniores di Crans-Montana, vincendo la medaglia d'oro nello slalom speciale; sempre nella stessa stagione giunse prima nella classifica generale di Coppa Europa, grazie anche a dieci vittorie (tra le quali l'ultima della sua carriera, nello slalom speciale di Formigal del 13 marzo), conquistando così il trofeo continentale e piazzandosi al primo posto anche nelle classifiche di supergigante e di combinata.
Il 4 febbraio 2013 a Sella Nevea salì per l'ultima volta sul podio in Coppa Europa, classificandosi 2ª in supercombinata, e si ritirò appena ventunenne al termine di quella stessa stagione; alla sua ultima gara in Coppa del Mondo colse il suo miglior piazzamento nel circuito, il 18º posto nello slalom speciale di Ofterschwang del 10 marzo, mentre l'ultima gara della sua attività agonistica fu lo slalom gigante dei Campionati tedeschi 2013 disputato a Spitzing-Sutten il 24 marzo seguente. In carriera non prese parte né a rassegne olimpiche né iridate.

## Palmarès

### Mondiali juniores
- 3 medaglie:
  - 1 oro (slalom speciale a Crans-Montana 2011)
  - 1 argento (discesa libera a Monte Bianco 2010)
  - 1 bronzo (combinata a Monte Bianco 2010)

### Coppa del Mondo
- Miglior piazzamento in classifica generale: 89ª nel 2012 e nel 2013

### Coppa Europa
- Vincitrice della Coppa Europa nel 2011
- Vincitrice della classifica di supergigante nel 2011
- Vincitrice della classifica di combinata nel 2011
- 12 podi:
  - 10 vittorie
  - 2 secondi posti

#### Coppa Europa - vittorie
| Data                | Località              | Paese    | Specialità |
| ------------------- | --------------------- | -------- | ---------- |
| 4 dicembre 2010     | Lillehammer Kvitfjell | Norvegia | SC         |
| 5 dicembre 2010     | Lillehammer Kvitfjell | Norvegia | SG         |
| 15-16 dicembre 2010 | Sankt Moritz          | Svizzera | SC         |
| 24 gennaio 2011     | Pila                  | Italia   | SG         |
| 25 gennaio 2011     | Pila                  | Italia   | SG         |
| 11 febbraio 2011    | Lélex                 | Francia  | SG         |
| 12 febbraio 2011    | Lélex                 | Francia  | SC         |
| 14 febbraio 2011    | Abetone               | Italia   | GS         |
| 9 marzo 2011        | Soldeu                | Andorra  | GS         |
| 13 marzo 2011       | Formigal              | Spagna   | SL         |

Legenda:

SG = supergigante

GS = slalom gigante

SL = slalom speciale

SC = supercombinata

### Campionati austriaci
- 3 medaglie[1]:
  - 3 ori (discesa libera, supercombinata nel 2011; slalom speciale nel 2012)

### Campionati austriaci juniores
- 11 medaglie[1]:
  - 7 ori (discesa libera nel 2008; slalom speciale nel 2009; discesa libera, supergigante, slalom gigante, slalom speciale, combinata nel 2010)
  - 4 bronzi (slalom gigante, slalom speciale, combinata nel 2008; combinata nel 2009)